# Колаца
Кола̀ца (на италиански и на местен диалект: Colazza, на пиемонтски: Colassa, Коласа) е село и община в Северна Италия, провинция Новара, регион Пиемонт. Разположено е на 417 m надморска височина. Населението на общината е 486 души (към 2010 г.).